# Gehringiinae
Gehringiinae zijn een onderfamilie van de loopkeverfamilie (Carabidae). De wetenschappelijke naam werd voor het eerst geldig gepubliceerd in 1933 door Darlington.

## Taxonomie
De volgende taxa worden bij de onderfamilie ingedeeld:
- Tribus Gehringiini Darlington, 1933
  - Subtribus Gehringiina Darlington, 1933
  - Subtribus Helenaeina Deuve, 2007